# Frank Tieri
Frank Alphonse "Funzi" Tieri ( /tiˈɛːri/; nacido como  Francesco Tieri, pronunciación en italiano: /franˈtʃesko ˈtjɛːri/; 22 de febrero de 1904 – 29 de marzo de 1981) fue un mafioso neoyorquino ítalo-estadounidense que eventualmente se convirtió en jefe en apariencia de la familia criminal Genovese.

## Primeros años
Tieri nació el 22 de febrero de 1904 en Castel Gandolfo, Italia, hijo de Carmela Tofano y Augustino Tieri, y tuvo dos hermanas, Assunta t Antonietta. Emigró de Nápoles a Nueva York con su familia en 1911. A Tieri se le negó dos veces la ciudadanía estadounidense y vivió como un extranjero residente en Brooklyn. Vivió en una casa modesta en el barrio de Bath Beach de Brooklyn con su esposa y dos nietas. Su amante, una antigua cantante de ópera italiana, vivía en una casa ubicada a unas pocas cuadras. Tieri afirmaba ser empleado de una empresa de fabricación de ropa deportiva. 

## Jefe
En 1972, luego del asesinato del jefe en funciones de la familia Genovese, Thomas Eboli, Tieri se convirtió en jefe de la familia. En ese momento se especuló que el jefe de la familia criminal Gambino, Carlo Gambino había ordenado el asesinato de Eboli debido a una deuda impaga de 4 millones. Según esta teoría, Gambino quería que Tieri sea el jefe de la familia. Sin embargo, la mayoría de expertos creen hoy que Tieri sólo fue una fachada del verdadero jefe de la familia, Philip "Benny Squint" Lombardo. 
Tieri era considerado un mafioso de bajo perfil y diplomático, un buen ganador de dinero para la familia que creía en compartir las ganancias con los capos y soldados. Fue arrestado por robo armado cuando tenía 20 años pero evitó posteriores acusaciones hasta el fin de su vida. Como era un jefe en apariencia, se desconocía cuando poder le permitía ejercer Lombardo. Sin embargo, tenía una reputación de un administrador ordenado e inteligente que utilizaba violencia sólo como último recurso. 

## Asesinato de Bruno
En 1980, Tieri jugó un papel clave en el asesinato del jefe de la familia criminal de Filadelfia Angelo Bruno y la apertura de Atlantic City a las familias criminales neoyorquinas. El estado de Nueva Jersey había anunciado la introducción de los casinos legales en Atlantic City y las familias de Nueva York querían abrir operaciones ahí. Sin embargo, Atlantic City pertenecía a la familia de Filadelfia y Bruno no tenía intención de compartirlo. En marzo de 1980, Tieri envió un mensaje al capo de Filadelfia Antonio Caponigro señalando que la Comisión lo apoyaría para ser jefe de su familia si asesinaba a Bruno. Lo que Caponigro no sabía era que la Comisión no tenía la intención de autorizar el asesinato de Bruno. El 21 de marzo de 1980, Bruno fue asesinado en su carro en una calle de Filadelfia. La Comisión inmediatamente citó a Caponigro a Nueva York para una reunión. Dos semanas después, su cadáver fue descubierto en Nueva York con billetes de 20 dólares introducidos en sus orificios. Sin embargo, las familias de Nueva York si lograron tener acceso a Atlantic City.

## Prisión y muerte
Fiscales federales eventualmente acusaron a Tieri de ser el jefe de una familia criminal que estaba involucrada en racketeering, extorsión y apuestas ilegales. El 23 de enero de 1981, Tieri, utilizando una silla de ruedas y un tanque de oxígeno, fue declarado culpable de violar la Ley RICO. Durante la lectura de sentencia, los abogados de Tieri pidieron clemencia argumentándo que se estaba muriendo. Los fiscales dijeron al juez que era una actuación y el juez dispuso que Tieri vaya a prisión por 10 años.
El 29 de marzo de 1981, Tieri murió de causas naturales en el Mount Sinai Hospital en New York. Esta enterrado en el Saint John's Cemetery, New York.